# Noreppa hercules
Noreppa hercules är en fjärilsart som beskrevs av Doubleday 1849. Noreppa hercules ingår i släktet Noreppa och familjen praktfjärilar. Inga underarter finns listade i Catalogue of Life.